# Holzen (Dortmund)
Holzen, Dortmund-Holzen — dzielnica miasta Dortmund w Niemczech, w kraju związkowym Nadrenia Północna-Westfalia, w okręgu administracyjnym Hörde.